# フィリップ・ビゴ
フィリップ・カミーユ・アルフォンス・ビゴ（仏: Phillippe Camille Alphonse Bigot、1942年9月17日 - 2018年9月17日）は、フランス・ノルマンディー地方出身のパン職人、菓子職人、実業家。ビゴの店創業者。日本におけるフランスパンの普及に貢献。国家功労賞シュヴァリエ章（Chevalier de l'Ordre du Merite National、フランス・1982年）、農事功労章シュヴァリエ章（Chevalier de l'Ordre du Merite Agricole、フランス・1987年）、農事功労章オフィシエ章（Officier、フランス・1998年）受章、レジオンドヌール勲章（フランス、2003年）受章、文化庁食生活文化大賞（日本・1990年）受賞、現代の名工（日本・2017年）表彰。フランス料理アカデミー日本支部メンバー（1984年 - 2018年）。

## 経歴

### 生い立ち、見習い時代
1942年9月17日、ドイツの占領下にあったフランス・ノルマンディー地方に6人兄弟の4番目（長男）として生まれる。生家は祖父の代から続くパン屋であった。ビゴの名前は正式にはフィリップ・カミーユ・アルフォンス・ビゴであるが、このうちカミーユとアルフォンスは父親が出生届を出した際に応対した役所の戸籍係の名前である。ビゴの誕生後、父親の経営するパン屋は業績を伸ばし、イヴレ＝レヴェックから隣接するル・マン、さらにサン・ピエール・シュール・ディーヴ、ラ・ガレンヌ＝コロンブと、徐々に大きな都市へ移っていった。ビゴは8歳の時から父親の仕事を手伝い始め、義務教育を終えた14歳の時から見習いとして働くようになった。15歳の時に父親と喧嘩をして家を飛び出し、ラ・ガレンヌ・コロンブの別のパン屋で見習いを続けた。

### パン、菓子の職人となる

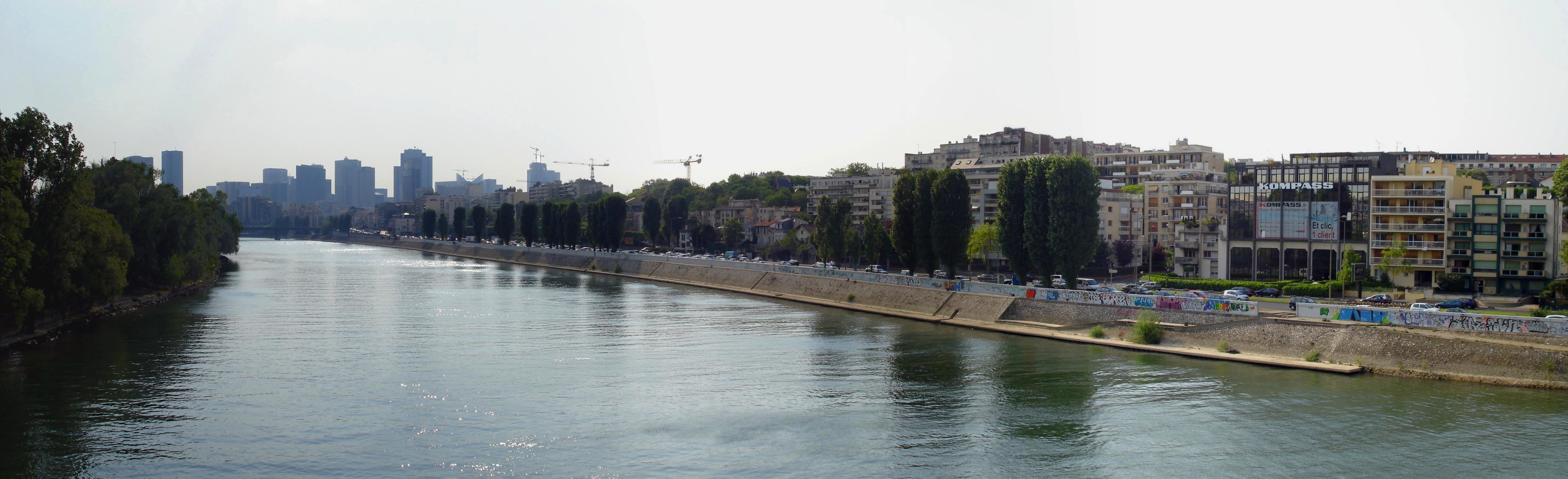
クルブヴォア

17歳の時にパリへ移り、見習い生活のかたわら国立製粉学校の製パン科、さらに食品業職業訓練センターに通い、パン職人と菓子職人の職業適性証（CAP）を取得。正式な職人としてクルブヴォアで働いた。19歳の時に徴兵され、レ・ゾンドリス、次いでドルーに配属された。その後アルジェリア戦争の最中にあったフランスの植民地アルジェリアへ配属される予定であったが1962年3月に戦争が終結しアルジェリアが独立を果たしたためレ・ゾンドリスへ戻り、そのまま兵役を終えた。ビゴ曰く、軍からの表彰を辞退するなどしたことから1年半のうち72日間を営倉の中で過ごした。兵役を終えた後は再びクルブヴォア、パリで働いた。

### 日本へ渡り、ドンクに勤務

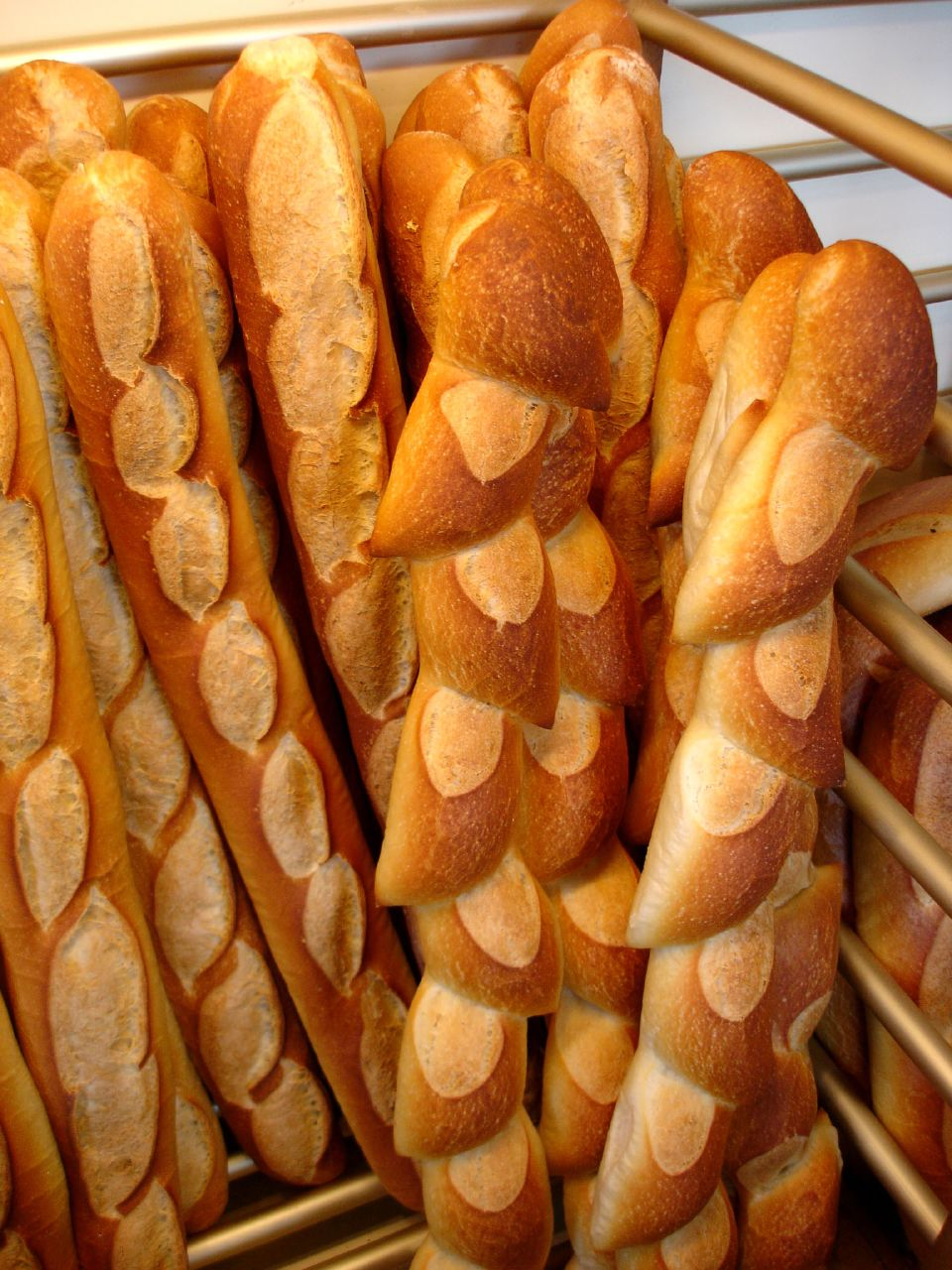
フランスパン

1965年4月、ビゴは日本の東京で開かれる見本市でパンを焼く職人の募集に応じ、日本へ渡った。派遣を決めたのは、ビゴが国立製粉学校で師事し、卒業後も交流のあったレイモン・カルヴェルであった。ビゴが若いことを懸念する声に対しカルヴェルは、「誰も指導者に生まれる者はいない、指導者になるのだ。少々時間がかかったとしても、ビゴはそうなっていける器ではないだろうか」と庇ったという。当時ビゴは母親を亡くしたばかりで、「他の誰にも埋めようのない虚ろな思い」を抱えながら毎日を送っていた。ビゴは当時のことを「母なら日本行きに反対したでしょう」「もし母が生きていたら、来なかったでしょう」と振り返っている。
見本市終了後、フランスパンの製造に携わった兵庫県神戸市のパン屋ドンクの三宮店に技術指導員として勤務することになった。1966年8月にドンクが東京の北青山に店舗（青山店）を開くと同店へ移った。オーブンを客から見える場所に置きフランス人の職人がパンを焼くスタイルが人気を博し、出店後まもなくフランスパンブームが起こった。それまで日本人にとってフランスパンとは「塩味が強く、固いコッペパン」を意味する言葉であった。しかしビゴが焼くフランスパンは「皮は薄くぱりっとしていて香ばしい」、「薄いクリーム色の中身はしっとりやわらかい」という、従来とは大きく異なるものであった。塚本有紀は、このようなタイプのフランスパンはレイモン・カルヴェルによって日本にもたらされ、ビゴによって広められたと評している。全日本洋菓子工業会元理事長の細内進は、「日本にこんなにフランスパンが普及したのは、ビゴがよい仕事をしたおかげですよ。いくらめずらしくっても、ビゴの技術がどうしようもなかったら日本人は飛びつかなかったはずです」と評価している。
1966年秋頃から1967年にかけてフランスパンブームが起こり、ファッションの一部とされるようになった。それまで主流を占めていたロールパンとの間で起こったシェア争いは「青山ベーカリー戦争」と呼ばれる。この時期にドンク青山店は1日に2トンの小麦粉を消費し、ビゴが1人で小麦粉900kg分のパンを焼いたこともあったという。ドンクは1968年にフランチャイズ方式による店舗の全国展開（ドンク・フランスパン・チェーン）を開始。ビゴは札幌、神戸、京都と赴任先を変えながら全国の店舗を指導して回った。なお、この時期にビゴは日本人の女性と結婚している。

### 「ビゴの店」を開店

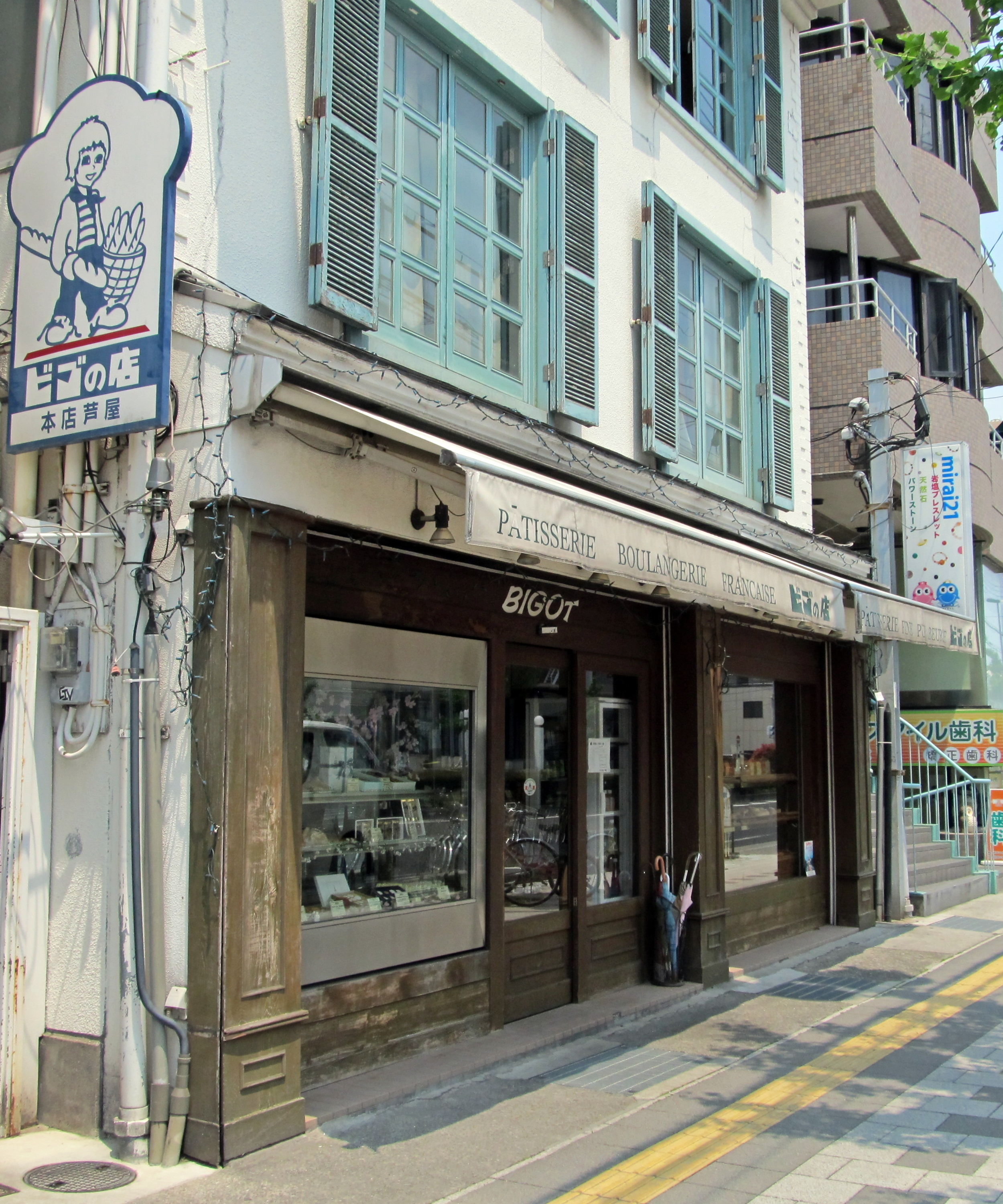
ビゴの店 本店（兵庫県芦屋市）

1972年頃、ビゴはドンクからの独立を考えるようになった。ドンクの店舗がない鎌倉での開業を考えたが、それをドンク社長の藤井幸男に伝えたところ、藤井は兵庫県芦屋市松ノ内町にあったドンク芦屋店をビゴに譲渡し、「芦屋にはドンクの店を出さない」と約束した。同年2月に「ビゴの店」がオープン。売り上げは順調に伸び、同年11月に芦屋市清水町に2号店、1979年に大丸芦屋店、1977年には芦屋市岩園にカフェ・レストラン付きの店舗がオープンした。1980年代にはドンクとの共同出資により三宮と銀座に「ドゥース・フランス」を出店した。
1980年代後半にバブル景気が到来すると拡大路線に走り、日本国内の店舗数は16を超えた。パリにも進出し、パン屋と老舗パティスリーの「メゾン・ラグノー」を買収した。しかしパリの店舗は月に数百万円の赤字を出し、日本国内にも収益の上がらない店舗が出るようになった。1980年代後半以降、ビゴはこれらの店舗を手放し、経営を縮小させていったものの拡大路線をとったことによる負債は容易には解消できず、自転車操業に追い込まれ、業界では倒産は時間の問題と噂されるようになった。1990年には食品メーカーからビゴのブランドと店舗を9億円で買いたいという申し出があり、その2年前に心筋梗塞の手術をしていたビゴは負債を一気に返済し老後の蓄えもできるという理由から承諾しようとしたものの、従業員の反対に遭い断念している。
1995年1月17日に発生した阪神・淡路大震災では店舗が深刻な被害を受け、三宮の「ドゥース・フランス」など複数の店舗を手放し、従業員が半減した。しかしそのことによって経費が削減され、政府系金融機関から無利子の融資を受けることができたこともあって経営状態は改善した。これについてビゴは、「皮肉なもの」と述べている。

## 人物・エピソード
- 弟子の松岡徹（パンテコ 代表取締役社長[45]）によると、ビゴは生地を見るだけでこね上げた温度を、焼きあがったパンを見るだけで焼きあげた窯の温度を見破ることができる。ある時「窯の温度が5度低い」と指摘され、半信半疑で温度を5度上げたところ、出来のいいパンが焼きあがったという[46]。この感覚はパン以外にも働き、車海老の頭の焼いたものを見て焼きの不足を見抜いたこともある[47]。
- 弟子の藤森二郎（ビゴ東京 代表取締役[48][49]）によると、ビゴは「ふつうの人はこの辺で、というゾーンで仕込む」ところを、「これ以上はダメ」というギリギリのところまで仕込む。藤森は「彼に『この辺』というあいまいな考え方は通用しません」と述べている[50]。
- 弟子の西川功晃（コム・シノワ シェフ・ブーランジェ [51][52]）によると、ビゴには「本来捨てる部分をどうにかして使おう」という「日本人的職人の面」がある。西川はある時リンゴの皮を捨てるなと命じられ、シロップで煮た皮を生地に練り込んだシュトレンを開発した[53]。
- 全日本洋菓子工業会理事長の細内進は、ビゴのフランスパンについて「固いんだけど、口溶けがいい。バリバリなのに、すっとのどを通っていく」「知らないうちにたくさん食べられるのがいいパンです。それがビゴのパン」と評している[31]。
- 「とにかくフランスと同じようにやろう」という思いから、開店当初はあんパン、クリームパン、カレーパンといった日本独自のパンは作らなかった。しかし途中から餡を包んだフランスパンや明太フランスを売るようになった。このことについてビゴは「商売が長いと、逆にいい意味で許されることもあるんですわ」と述べている[54]。また、菓子作りにおいては日本人が「砂糖とバターの合わさったバタークリーム」を苦手とすることから砂糖を減らし、日本人の口に合わないとされる洋酒についても使用量を抑える工夫をした[55]。
- パンを作るにあたっては人間のスケジュールに合わせて工程を決めるのではなく、生地の仕上がり具合にスケジュールを合わせる方針を貫いている。また、製作時間を短縮するためにイーストを増やす、イーストフードを用いる、冷凍した生地を焼く、安定剤などの薬品を添加するといったことを行わない。この方針に従うと労働時間が非常に長くなるため、ビゴは「規則正しい生活を望む人には、パン屋の仕事は向かない」と述べている[56]。
- 添加物を使用することを強く嫌っており、「自然を守る」ことを第一に考えたパン製造を行っている。大手企業による添加物を使用して量産されたパンに批判的で、製造から長期間経過しても固くならずカビも生えないことの恐ろしさを訴えている[57]。
- ビゴは父親が食べ物の好き嫌いを許さない人物であったことから何でも食べることができるようになり、やがてあらゆる食べ物に対し興味を持つようになった。ビゴによるとあまりおいしいと感じない食べ物であっても、「何回も何回も食べるうちに良さがわかってくる」のだという[58]。

## 主な弟子
- 松岡徹（パンテコ 代表取締役社長）[45]
- 庵原克文（ベーカリーうさぎとかめ 代表）[59]
- 藤森二郎（ビゴ東京 代表取締役）[48][49]
- 西川功晃 （コム・シノワ シェフ・ブーランジェ）[51][52]
- 鈴木信明（日本菓子専門学校 製パン専任教師）[60][61]
- 増田和敬（ヒルトン大阪 シェフ）[62]
- 鷲田均（ル・シエル 代表取締役）[63][64]